# Rytmus musikgymnasium
Rytmus musikergymnasium  är en grupp svenska friskolor, som ger gymnasieutbildning enligt det estetiska programmet med inriktning mot musik.
Den äldsta skolan, den i Stockholm, grundades 1993. Skolor finns 2023 dessutom etablerade i Borlänge, Göteborg, Malmö och Örebro. Tidigare fanns även Rytmus i Norrköping men den skolan (som startade 2008) lades ner 2017.
Rytmus grundades av Per Olof Sjöström, Johan Sjölin och Gunnar Wenneborg, alla tre både musiker och musiklärare. Många av lärarna är även yrkesverksamma musiker och producenter precis som grundarna, och alla har stark koppling till musikbranschen vilket bidrar mycket till att göra musikutbildningen relevant. Musikundervisningen är inriktad på den afroamerikanska musiktraditionen, det vill säga jazz, blues, rock, soul, pop och så vidare. 
Rytmus var tidigt ute med både digitalisering och att integrera praktik i musikteoriundervisningen. Vid lektioner inom musikteori (dvs att lära sig noter), användes keyboards till alla elever som därmed lättare kunde tillgodogöra sig undervisning genom att aktivera flera sinnen. Det ackord inom harmoniläran som läraren visade upp i noter på tavlan, kunde eleven direkt spela på sitt keyboard och därigenom lättare lära sig hur en notbild relaterade till ett klingande ackord. Redan vid starten 1993 hade eleverna datorer som användes för att spela in musik. Det som idag kallas digitalisering, var naturligt att jobba med redan på tidigt 90-tal för alla som var musiker och låtskrivare. Rytmus använde nästan uteslutande macar från Apple.
Vanlig traditionell undervisning blandas med sk clinics, dvs musik och artister som besöker skolan och delar med sig av sina erfarenheter. Raden av kända svenska och internationella musiker, musikproducenter och artister som besökt skolan är lång. 
Några av skolans gäster som haft clinics för eleverna genom åren:
Deep Purple, Lill-Babs, Esbjörn Svensson, Meshuggah, Abraham Laboriel, Bill Champlin, Yngwie Malmsten, Robben Ford, Louie Bellson, Charlie Norman, Tower of Power, Orup, Ralph Humphrey, Titiyo, Dom Famularo, Peter Lemarc, Veronica Maggio, Sabina Ddumba, Michael Ruff, Jerry Williams m.fl
Alla elever läser det nationella estetiska programmet. Inom programmets inriktningar finns olika grenar: Instrument/sång, Musikproduktion, Singer/Songwriter, Vocal Group samt Medieproduktion. Antagning sker genom att slutbetyget från åk 9 vägs ihop med ett antagningsprov.

## Tidigare elever (urval)
- Arwin (började under höstterminen 2023)[4]
- Tusse Chiza[5]
- Kim Cesarion[6]
- Urban Cone
- Sarah Dawn Finer[7]
- Molly Hammar[8]
- Erik Hassle[9]
- Nina Hjelmkvist[10]
- Linda Holmgren[11]
- Wiktoria Johansson[12]
- Cornelia Jakobs[13]
- Andreas Kleerup
- Clara Klingenström[14]
- Tia Lily
- Tove Lo[15]
- Sara Lövestam
- Mabel[16]
- Amanda Mair[17]
- Mohombi Moupondo[18]
- Paul Rey[19]
- Icona Pop[15]
- Adam Pålsson[15]
- Eddie Razaz
- Robyn[9]
- Frida Sandén
- Mimmi Sandén
- Molly Sandén[20]
- Isa Tengblad[21]
- Christian Walz[22]
- Linnéa Wikblad[23]
- Frida Öhrn